# Le Diable au corps (film, 1986)
Pour les articles homonymes, voir Le Diable au corps.
Pour plus de détails, voir Fiche technique et Distribution.
Le Diable au corps (titre original : Diavolo in corpo) est un drame passionnel franco-italien réalisé par Marco Bellocchio, sorti en 1986. Il adapte Le Diable au corps, roman de Raymond Radiguet, et constitue donc un remake du film de Claude Autant-Lara qui était interprété par Gérard Philipe et Micheline Presle.
Il a été présenté à la Quinzaine des réalisateurs du 39e Festival de Cannes. Le film a reçu le Ciak d'oro de la meilleure photographie pour le chef opérateur Giuseppe Lanci.

## Synopsis
Andrea est un lycéen qui est fasciné par Giulia. Il l'observe à travers la fenêtre de sa classe. Il décide de la suivre et découvre son histoire et un attentat des Brigades rouges. Giulia, qui est suivie par Andrea sur la plage, décide de s'offrir au jeune homme.

## Fiche technique
- Titre français : Le Diable au corps[3]
- Titre original italien : Diavolo in corpo[4]
- Réalisation : Marco Bellocchio
- Scénario : Marco Bellocchio, Ennio De Concini et Enrico Palandri (it) d'après le roman éponyme de Raymond Radiguet
- Photographie : Giuseppe Lanci
- Montage : Mirco Garrone (it)
- Musique : Carlo Crivelli
- Décors : Andrea Crisanti
- Costumes : Lina Nerli Taviani
- Maquillage : Cesare Paciotti
- Production : Leo Pescarolo et Stéphane Sorlat
- Sociétés de production : L.P. Film (Rome), Istituto Luce-Italnoleggio Cinematografico (Rome), Film Sextile (Paris), AJ Films (Paris), FR3 Films Production (Paris)
- Pays de production :  Italie
- Langue originale : italien
- Format : Couleurs - 1,85:1 - Dolby Digital - 35 mm
- Genre : drame passionnel[3]
- Durée : 112 minutes
- Dates de sortie : 
  - Italie : 24 avril 1986
  - France : 18 juin 1986[3]

## Distribution
- Maruschka Detmers : Giulia
- Federico Pitzalis : Andrea
- Anita Laurenzi (it) : Mme Pulcini
- Alberto Di Stasio : Professeur Raimondi
- Riccardo De Torrebruna : Giacomo Pulcini
- Catherine Diamant : Mme Raimondi
- Anna Orso : Mme Dozza
- Lidia Broccolino (it) : terroriste
- Stefano Abbati (it) : terroriste
- Claudio Botosso (it) : don Pisacane
- Alessandro Partexano (it)

## Production
Le film a été tourné à Rome au cours de l'été 1985.
Le film est notamment remarqué pour une scène de fellation non simulée prodiguée par Maruschka Detmers, une première pour un film non pornographique. Cette scène de sexe oral ne faisait pas partie du scénario. C'est Massimo Fagioli, un collaborateur de Marco Bellocchio, qui l'a suggérée.

## Accueil critique
Selon le critique Luigi Paini : « Le Diable au corps est la dernière étape d'une "histoire psychologique de l'Italie contemporaine" idéale que Marco Bellocchio suit avec une constance incontestable depuis son premier long métrage, l'inoubliable Les Poings dans les poches. Dédié expressément par l'auteur à son propre psychiatre-psychothérapeute Massimo Fagioli, dont les théories en contraste ouvert avec la psychanalyse traditionnelle sont bien connues... ». En outre, Morando Morandini, dans sa critique du film le 24 avril 1986 dans Il Giorno a défini le film comme le « premier film sur l'Italie post-terroriste ».